# Pierwszy krok w kosmos
Pierwszy krok w kosmos – film amerykański z 1983 r. reżyserii Philipa Kaufmana na podstawie książki Toma Wolfe’a. Historię pierwszych astronautów, począwszy od przekroczenia bariery dźwięku, a zakończywszy na programie załogowych lotów kosmicznych Mercury.

## Główne role
- Sam Shepard - Chuck Yeager
- Scott Glenn - Alan Shepard
- Ed Harris - John Glenn
- Dennis Quaid - Gordon Cooper
- Fred Ward - Virgil Grissom
- Barbara Hershey - Glennis Yeager
- Kim Stanley - Pancho Barnes
- Veronica Cartwright - Betty Grissom
- Pamela Reed - Trudy Cooper
- Scott Paulin - Deke Slayton
- Charles Frank - Scott Carpenter
- Lance Henriksen - Walter Schirra
- Donald Moffat - Lyndon B. Johnson
- Levon Helm - Jack Ridley/Narrator
- Mary Jo Deschanel - Annie Glenn
- Scott Wilson - Scott Crossfield
- Kathy Baker - Louise Shepard
- Mickey Crocker - Marge Slayton
- Susan Kase - Rene Carpenter
- Mittie Smith - Jo Schirra

## Nagrody i nominacje
Oscary za rok 1983
- Najlepsza muzyka - Bill Conti
- Najlepszy dźwięk - Mark Berger, Thomas Scott, Randy Thom, David MacMillan
- Najlepszy montaż dźwięku - Jay Boekelheide
- Najlepszy montaż - Glenn Farr, Lisa Fruchtman, Stephen A. Rotter, Douglas Stewart, Tom Rolf
- Najlepszy film - Robert Chartoff, Irwin Winkler (nominacja)
- Najlepsze zdjęcia - Caleb Deschanel (nominacja)
- Najlepsza scenografia i dekoracje wnętrz - Geoffrey Kirkland, Richard Lawrence, W. Stewart Campbell, Peter R. Romero, Jim Poynter, George R. Nelson (nominacja)
- Najlepszy aktor drugoplanowy - Sam Shepard (nominacja)

Złote Globy 1983
- Najlepszy dramat (nominacja)